# Lâu đài Veliki Tabor

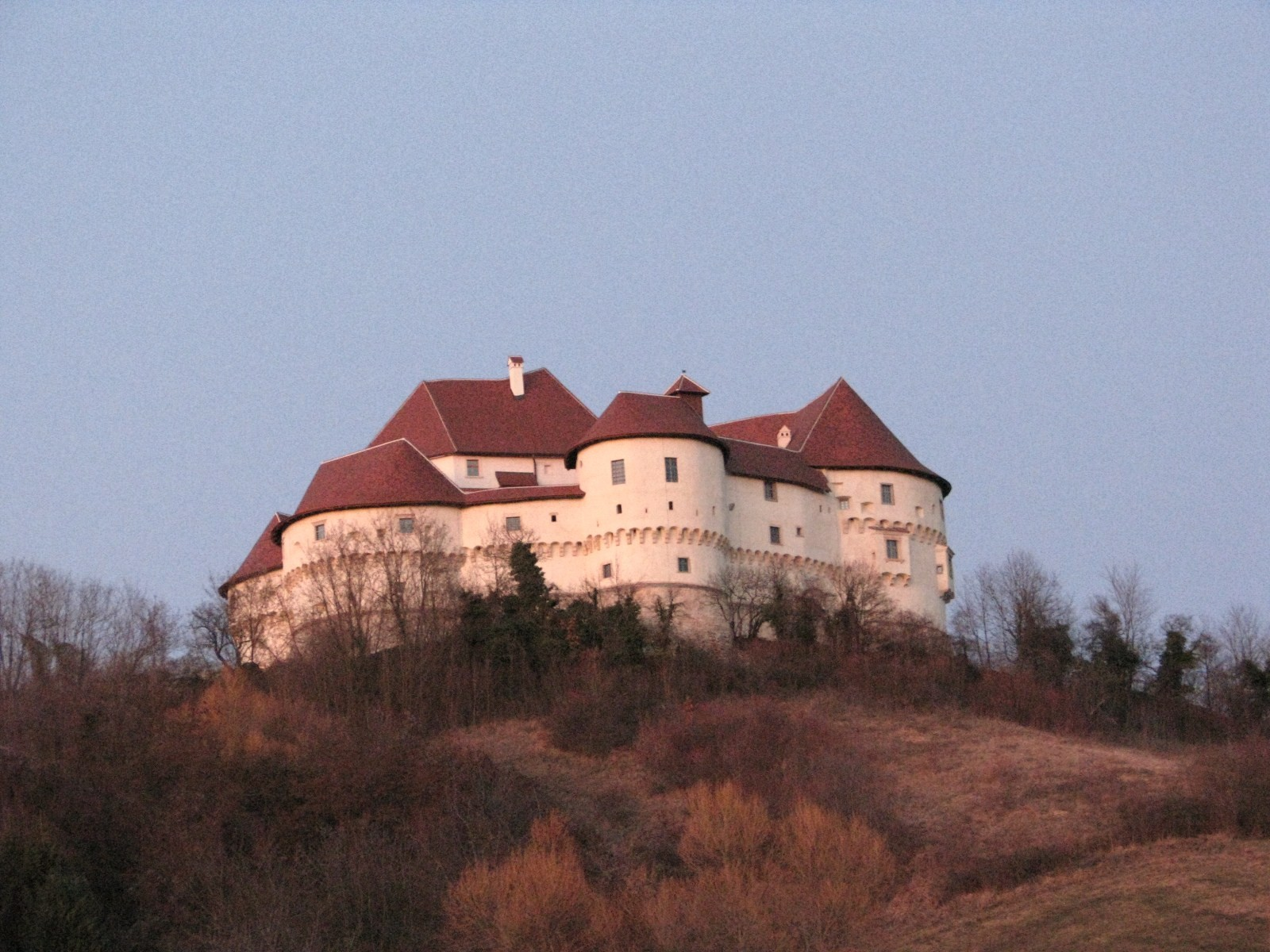
Veliki Tabor

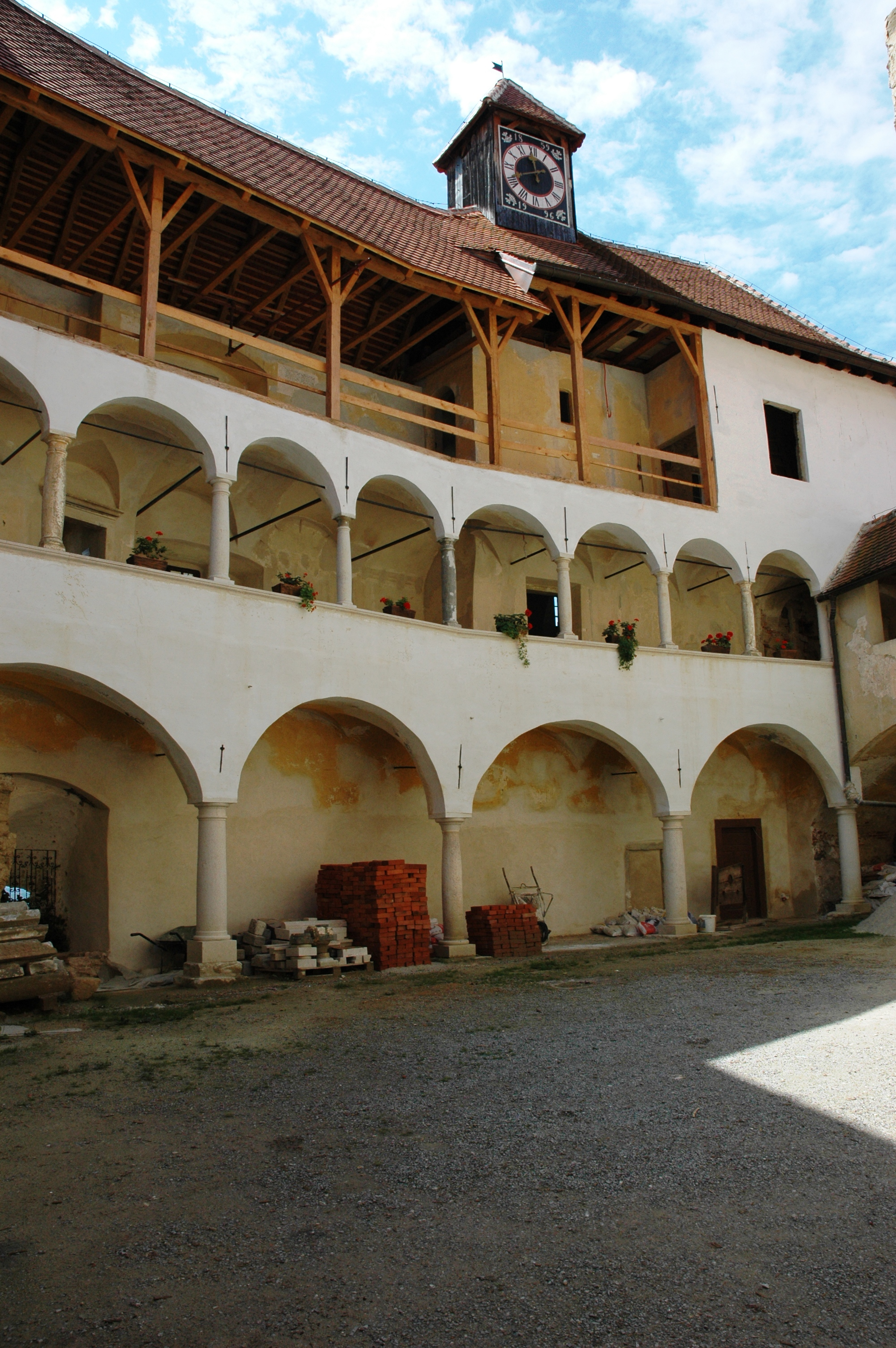
Castle courtyard

Veliki Tabor (tiếng Croatia: Great Camp) là một lâu đài nay là viện bảo tàng, nằm ở vùng tây bắc Croatia, lịch sử lâu đài bắt đầu từ giữa thế kỷ 15 cho đến thế kỷ 16.
Phần lâu đời nhất của tòa lâu đài là tòa tháp canh hình ngũ giác trung tâm lâu đài có đặc điểm phong cách thuộc về thời kỳ Gothic muộn, bao quanh lâu đài là bốn tòa tháp Phục hưng.
Vào thời trung cổ, lâu đài thuộc về Hermann II, Bá tước Celje. Con trai ông, Fridrik, đã yêu Veronika, một cô gái trong một gia đình nghèo nhưng   Hermann phản đối mối tình này. Ông ta buộc tội cô là phù thủy và khiến cô chết đuối. Frederick đã nổi dậy chống lại cha mình và đã kết thúc với việc Frederick bị giam cầm.